# Golden Globe Awards 1974
Die 31. Verleihung der Golden Globe Awards fand am 26. Januar 1974 statt.

## Preisträger und Nominierungen

### Bester Film – Drama
Der Exorzist (The Exorzist) – Regie: William Friedkin
- Der letzte Tango in Paris (Ultimo tango a Parigi) – Regie: Bernardo Bertolucci
- Der Schakal (The Day of the Jackal) – Regie: Fred Zinnemann
- Rettet den Tiger! (Save the Tiger) – Regie: John G. Avildsen
- Serpico – Regie: Sidney Lumet
- Zapfenstreich (Cinderella Liberty) – Regie: Mark Rydell

### Bester Film – Musical/Komödie
American Graffiti – Regie: George Lucas
- Jesus Christ Superstar – Regie: Norman Jewison
- Mann, bist du Klasse! (A Touch of Class) – Regie: Melvin Frank
- Paper Moon – Regie: Peter Bogdanovich
- Tom Sawyers Abenteuer (Tom Sawyer) – Regie: Don Taylor

### Beste Regie
William Friedkin – Der Exorzist (The Exorzist)
- Bernardo Bertolucci – Der letzte Tango in Paris (Ultimo tango a Parigi)
- Peter Bogdanovich – Paper Moon
- George Lucas – American Graffiti
- Fred Zinnemann – Der Schakal (The Day of the Jackal)

### Bester Hauptdarsteller – Drama
Al Pacino – Serpico
- Robert Blake – Harley Davidson 344 (Electra Glide in Blue)
- Jack Lemmon – Rettet den Tiger! (Save the Tiger)
- Steve McQueen – Papillon
- Jack Nicholson – Das letzte Kommando (The Last Detail)

### Beste Hauptdarstellerin – Drama
Marsha Mason – Zapfenstreich (Cinderella Liberty)
- Ellen Burstyn – Der Exorzist (The Exorzist)
- Barbra Streisand – So wie wir waren (The Way We Were)
- Elizabeth Taylor – Die Rivalin (Ash Wednesday)
- Joanne Woodward – Sommerwünsche – Winterträume (Summer Wishes, Winter Dreams)

### Bester Hauptdarsteller – Musical/Komödie
George Segal – Mann, bist du Klasse! (A Touch of Class)
- Carl Anderson – Jesus Christ Superstar
- Richard Dreyfuss – American Graffiti
- Ted Neeley – Jesus Christ Superstar
- Ryan O’Neal – Paper Moon

### Beste Hauptdarstellerin – Musical/Komödie
Glenda Jackson – Mann, bist du Klasse! (A Touch of Class)
- Yvonne Elliman – Jesus Christ Superstar
- Cloris Leachman – Charley and the Angel
- Tatum O’Neal – Paper Moon
- Liv Ullman – Vierzig Karat (40 Carats)

### Bester Nebendarsteller
John Houseman – Die Zeit der Prüfungen (The Paper Chase)
- Martin Balsam – Sommerwünsche – Winterträume (Summer Wishes, Winter Dreams)
- Jack Gilford – Rettet den Tiger! (Save the Tiger)
- Randy Quaid – Das letzte Kommando (The Last Detail)
- Max von Sydow – Der Exorzist (The Exorzist)

### Beste Nebendarstellerin
Linda Blair – Der Exorzist (The Exorzist)
- Valentina Cortese – Die amerikanische Nacht (La Nuit américaine)
- Madeline Kahn – Paper Moon
- Kate Reid – Empfindliches Gleichgewicht (A Delicate Balance)
- Sylvia Sidney – Sommerwünsche – Winterträume (Summerwishes, Winterdreams)

### Bester Nachwuchsdarsteller
Paul Le Mat – American Graffiti
- Carl Anderson – Jesus Christ Superstar
- Robby Benson – Jeremy
- Kirk Calloway – Zapfenstreich (Cinderella Liberty)
- Ted Neeley – Jesus Christ Superstar

### Beste Nachwuchsdarstellerin
Tatum O’Neal – Paper Moon
- Linda Blair – Der Exorzist (The Exorzist)
- Kay Lenz – Begegnung am Vormittag (Breezy)
- Michelle Phillips – Jagd auf Dillinger (Dillinger)
- Barbara Sigel – Time to Run

### Bestes Drehbuch
William Peter Blatty – Der Exorzist (The Exorzist)
- Melvin Frank, Jack Rose – Mann, bist du Klasse! (A Touch of Class)
- Darryl Ponicsan – Zapfenstreich (Cinderella Liberty)
- Kenneth Ross – Der Schakal (The Day of the Jackal)
- David S. Ward – Der Clou (The Sting)

### Beste Filmmusik
Neil Diamond – Die Möwe Jonathan (Jonathan Livingston Seagull)
- Georges Delerue – Der Tag des Delphins (The Day of the Dolphin)
- Michel Legrand – Begegnung am Vormittag (Breezy)
- Alan Price – Der Erfolgreiche (O Lucky Man!)
- Richard M. Sherman, Robert B. Sherman, John Williams – Tom Sawyers Abenteuer (Tom Sawyer)
- John Williams – Zapfenstreich (Cinderella Liberty)

### Bester Filmsong
„The Way We Were“ aus So wie wir waren (The Way We Were) – Alan Bergman, Marilyn Bergman, Marvin Hamlisch
- „All That Love Went to Waste“ aus Mann, bist du Klasse! (A Touch of Class) – George Barrie, Sammy Cahn
- „Breezy's Song“ aus Begegnung am Vormittag (Breezy) – Alan Bergman, Marilyn Bergman, Michel Legrand
- „Lonely Looking Sky“ aus Die Möwe Jonathan (Jonathan Livingston Seagull) – Neil Diamond
- „Rosa Rosa“ aus Kazablan – Haim Hefer, Dov Seltzer
- „Send a Little Love My Way“ aus Oklahoma Crude – Hal David, Henry Mancini

### Bester fremdsprachiger Film
Der Fußgänger, Westdeutschland – Regie: Maximilian Schell
- Alfredo, Alfredo (Alfredo Alfredo), Italien – Regie: Pietro Germi
- Der unsichtbare Aufstand (État de siège), Frankreich – Regie: Costa-Gavras
- Die amerikanische Nacht (La Nuit américaine), Frankreich – Regie: François Truffaut
- Kazablan, Israel – Regie: Menahem Golan

## Nominierungen und Gewinner im Bereich Fernsehen

### Beste Fernsehserie – Drama
Die Waltons (The Waltons)
- Cannon
- Columbo
- Hawkins
- Mannix
- Police Story

### Bester Darsteller in einer Fernsehserie – Drama
James Stewart – Hawkins
- David Carradine – Kung Fu
- Mike Connors – Mannix
- Peter Falk – Columbo
- Richard Thomas – Die Waltons (The Waltons)
- Robert Young – Dr. med. Marcus Welby (Marcus Welby, M.D.)

### Beste Darstellerin in einer Fernsehserie – Drama
Lee Remick – The Blue Knight
- Susan Saint James – McMillan & Wife
- Emily McLaughlin – General Hospital
- Michael Learned – Die Waltons (The Waltons)
- Julie London – Notruf California (Emergency!)

### Beste Fernsehserie – Komödie/Musical
All in the Family
- Mary Tyler Moore (The Mary Tyler Moore Show)
- Sanford and Son
- The Carol Burnett Show
- The Sonny and Cher Comedy Hour

### Bester Darsteller in einer Fernsehserie – Komödie/Musical
Jack Klugman – Männerwirtschaft (The Odd Couple)
- Alan Alda – M*A*S*H
- Dom DeLuise – Lotsa Luck
- Redd Foxx – Sanford and Son
- Carroll O’Connor – All in the Family

### Beste Darstellerin in einer Fernsehserie – Komödie/Musical
Cher – The Sonny and Cher Comedy Hour

Jean Stapleton – All in the Family
- Beatrice Arthur – Maude
- Carol Burnett – The Carol Burnett Show
- Mary Tyler Moore – Mary Tyler Moore (The Mary Tyler Moore Show)

### Bester Nebendarsteller in einer Serie, einer Miniserie oder einem Fernsehfilm
McLean Stevenson – M*A*S*H
- Ed Asner – Mary Tyler Moore (The Mary Tyler Moore Show)
- Will Geer – Die Waltons (The Waltons)
- Harvey Korman – The Carol Burnett Show
- Strother Martin – Hawkins
- Rob Reiner – All in the Family

### Beste Nebendarstellerin in einer Serie, einer Miniserie oder einem Fernsehfilm
Ellen Corby – Die Waltons (The Waltons)
- Gail Fisher – Mannix
- Valerie Harper – Mary Tyler Moore (The Mary Tyler Moore Show)
- Sally Struthers – All in the Family
- Loretta Swit – M*A*S*H